# لئون پوونال
لئون پوونال (به انگلیسی: Leon Pownall) (زاده ۲۶ آوریل ۱۹۴۳- درگذشته ۲ ژوئن ۲۰۰۶) بازیگر ولزی - کانادایی است.
از فیلم‌های معروف او می‌توان به بازی در فیلم انجمن شاعران مرده اشاره کرد.